# Jaszczurówka (potok)
Jaszczurówka – potok, lewy dopływ Skawy o długości 7,19 km.
Źródła potoku znajdują się na południowo-wschodnich stokach Magurki Ponikiewskiej w Beskidzie Małym. Najwyżej położone z nich znajdują się na wysokości około 700 m. Spływa początkowo w południowo-wschodnim kierunku pomiędzy dwoma grzbietami Magurki; Makową Górą odchodzącą od najwyższego wierzchołka Magurki (819 m) oraz Jaszczurową Górą odchodzącą od wierzchołka najniższego (791 m). Niżej ostro zakręca w północno-wschodnim kierunku i płynie doliną między podnóżami Jaszczurowej Góry a grzbietem Bielówki i Jedlicznika. Są to tereny miejscowości Jaszczurowa. W miejscowości tej jeszcze raz zakręca w północno-zachodnim kierunku i uchodzi do Skawy w jej przełomowym odcinku na wysokości 278 m.
Od 2015 roku Jaszczurówka wpływa do zbiornika Świnna Poręba.